# Con Blatsis
Con Blatsis (Melbourne, 6 luglio 1977) è un ex calciatore australiano, di ruolo difensore.

## Carriera

### Club
Ha iniziato la sua carriera nel club della sua città natale, esattamente nel South Melbourne, con il quale disputa 104 partite di campionato mettendo a segno 4 reti. Dopo 5 anni con il club di Melbourne, nel 2000 decide di trasferirsi in Inghilterra nel Derby County con il quale disputa solo 2 partite e viene ceduto in prestito allo Sheffield Wednesday dove disputa 6 partite. Nel 2001 si svincola dal Derby County e firma un contratto semestrale con il Colchester United militante nella Football League Two dove gioca 7 partite ma alla fine del contratto non viene rinnovato il rapporto. Dopo l'esperienza inglese si trasferisce in Turchia nel Kocaelispor dove gioca per due stagioni fino a quando viene ceduto per problemi finanziari da parte del club turco. Nel 2004 fa una breve esperienza nel club irlandese del St Patrick's dove gioca solo due partite di Coppa d'Irlanda. Dopo i provini falliti con il Coventry City e il Twente, decide di tornare in patria per vestire nuovamente la maglia del South Melbourne dove gioca fino al 2009, anno in cui decide di ritirarsi.

### Nazionale
Nel 2000 ha fatto parte della selezione australiana che ha gareggiato ai Giochi della XXVII Olimpiade a Sydney.